# 阿克拉伽斯
阿克拉伽斯（英語：Acragas）。古希腊神话男性人物之一。为众神之王宙斯的儿子。长期反映于相关古典作家之著述中，在古希腊具有重大地宗教影响与积极地文学意义。